# Resolució 859 del Consell de Seguretat de les Nacions Unides
La Resolució 859 del Consell de Seguretat de les Nacions Unides fou adoptada per unanimitat el 24 d'agost de 1993. Després de recordar totes les resolucions sobre la situació a Bòsnia i Hercegovina, el Consell va prendre nota que, malgrat totes les resolucions anteriors del Consell de Seguretat des de la Resolució 713 (1991), la regió encara era escenari d'hostilitats i hi havia poc compliment de les resolucions anteriors, especialment per part dels serbis de Bòsnia.
Tots els crims de guerra i violacions del dret internacional humanitari són condemnats i s'expressa particular preocupació en el deteriorament de la situació a Mostar. El Consell va anunciar la seva determinació de donar suport als esforços de la Força de Protecció de les Nacions Unides (UNPROFOR) i l'Alt Comissionat de les Nacions Unides per als Refugiats (ACNUR) continuant oferint assistència humanitària per la població civil.
El setge de Sarajevo, Mostar i altres ciutats era vist amb preocupació pel Consell, que va condemnar la interrupció dels serveis públics pels serbis de Bòsnia en particular, demanant a totes les parts a restaurar-los. El Consell de Seguretat hi va reafirmar que era inacceptable adquirir territoris per la força i neteja ètnica, va posar èmfasi que calia posar fi a les hostilitats a Bòsnia i Hercegovina per aconseguir un avanç significatiu en el procés de pau. Com la resolució determinava que la situació a Bòsnia i Hercegovina seguia constituint una amenaça per a la pau i la seguretat internacionals, les mesures adoptades dins d'ella es van promulgar sota el Capítol VII de la Carta de les Nacions Unides.
El Consell de Seguretat va fer una crida per una solució a les converses de pau a Ginebra, i per un alto el foc immediat a Bòsnia i Hercegovina. Les demandes d'ajuda sense restriccions, aliments, aigua, electricitat, combustible i comunicacions es van fer a més de respectar a la UNPROFOR i al personal de l'ACNUR. Mentrestant, el secretari general Boutros Boutros-Ghali havia indicat que la força aèria en suport de la UNPROFOR ja estava disponible.
El Consell va reiterar que una solució pel conflicte havia d'estar d'acord amb la Carta de les Nacions Unides i els principis del dret internacional i en aquest context va confirmar:
(a) la sobirania, la integritat territorial i la independència política de Bòsnia i Hercegovina;
(b) el fet que ni el canvi en el nom del país ni canvis relatius a la seva organització interna afectin la pertinença a les Nacions Unides;
(c) els principis adoptats per la Conferència Internacional de Londres sobre l'antiga Iugoslàvia, sobre el final de les hostilitats, el retorn dels refugiats i la compensació;
(d) el dret de tots els desplaçats a tornar a casa seva;
(e) la preservació de Sarajevo com a centre multicultural, multiètnic i pluri-religiós.
El Consell de Seguretat va recordar que les persones serien individualment responsables de crims de guerra i violacions del dret humanitari i la seva decisió en la resolució 827 va establir el Tribunal Penal Internacional per a l'antiga Iugoslàvia. Va concloure declarant la seva disposició per ajudar les parts a implementar una solució una vegada acordada.